# Dicranota robusta
Dicranota (Paradicranota) robusta là một loài ruồi trong họ Pediciidae. Chúng phân bố ở vùng sinh thái Palearctic.